# Oberkirch SO
| SO ist das Kürzel für den Kanton Solothurn in der Schweiz. Es wird verwendet, um Verwechslungen mit anderen Einträgen des Namens Oberkirch zu vermeiden. |

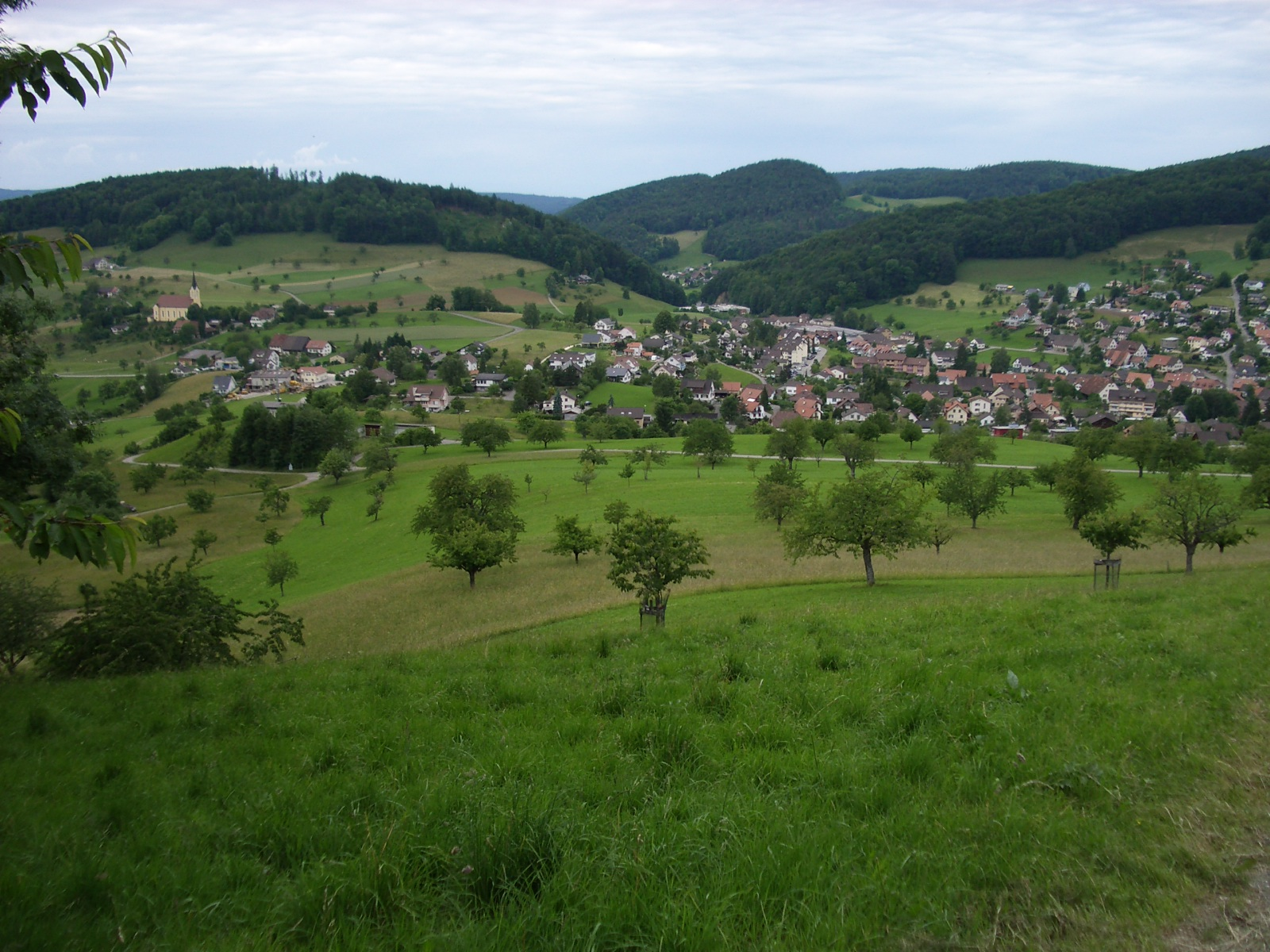
Oberkirch und Nunningen, mit gemeinsamer Pfarrkirche

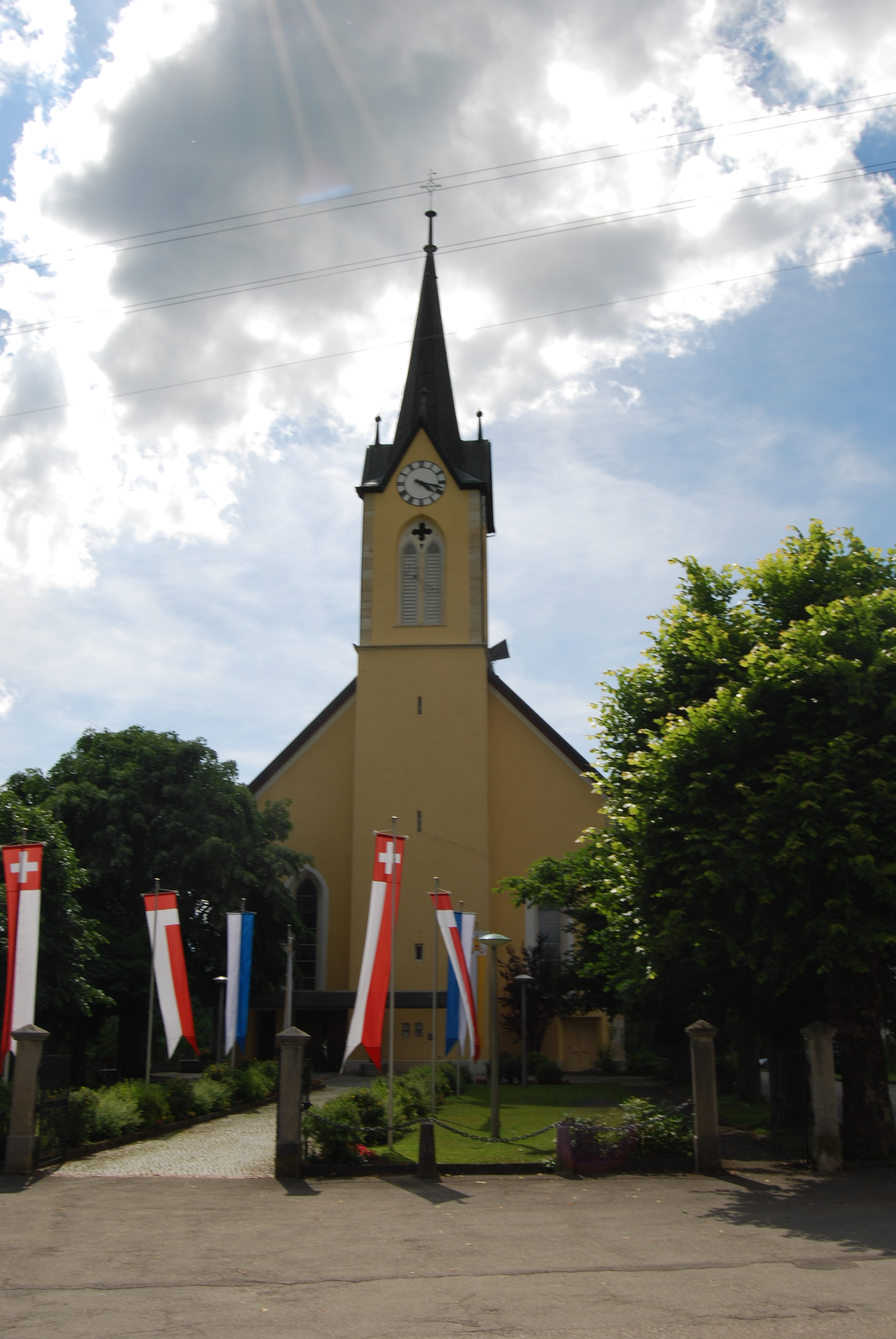
Pfarrkirche von Nunningen und Zullwil in Oberkirch

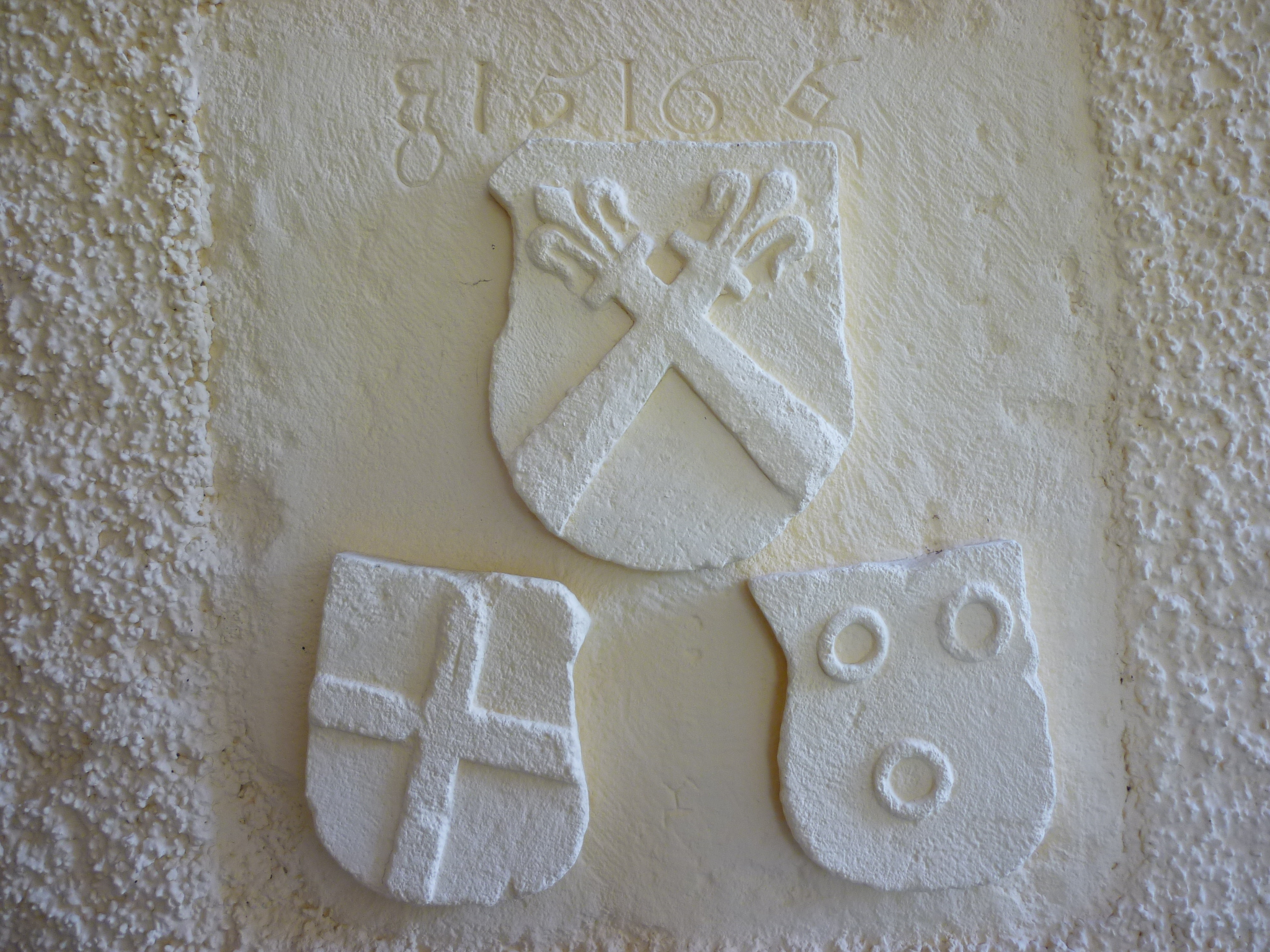
Wappen mit gekreuzten Lilienstäben (Gilgen) der Herren von Ramstein

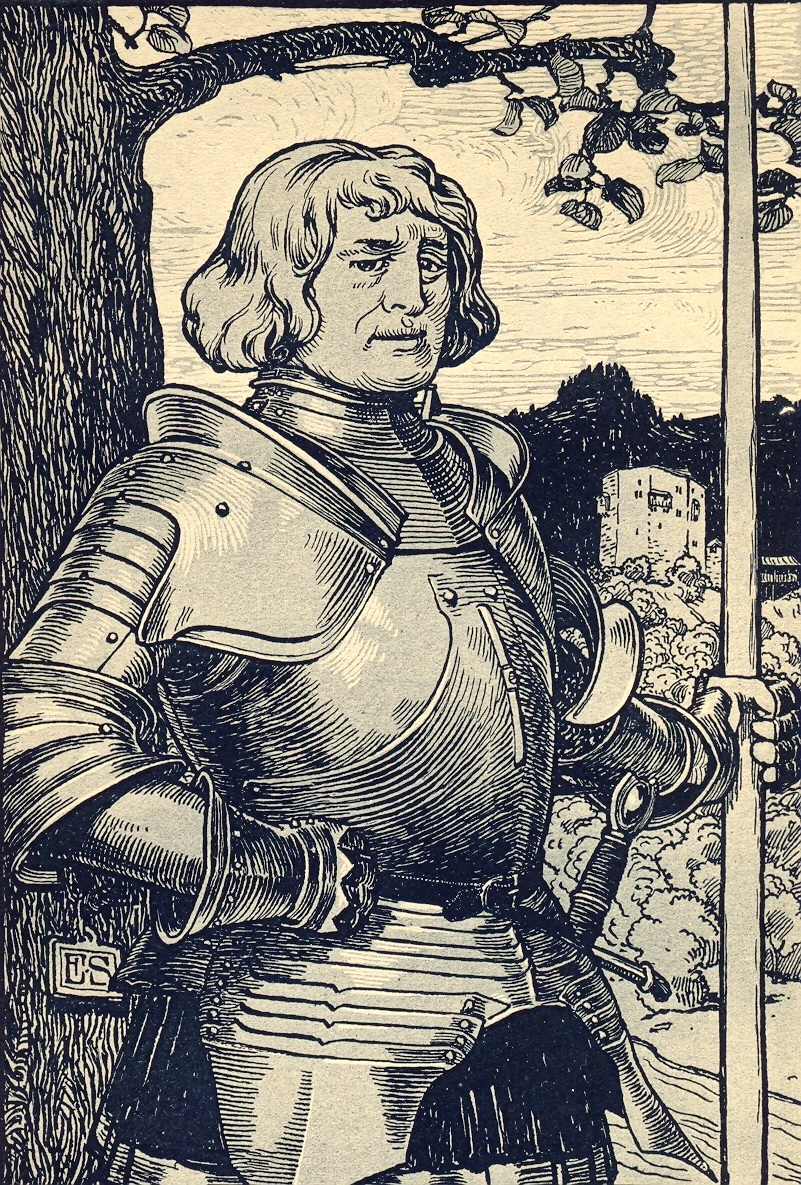
Hans Imer vor der Burg Gilgenberg

Die Ortschaft Oberkirch im Kanton Solothurn befindet sich auf einem Hügelzug, auf dem auch die Gemeindegrenze zwischen Nunningen und Zullwil im Bezirk Thierstein verläuft. 
Hier wurden Kirche und Pfarrhaus der beiden Gemeinden erbaut. Die Kirche befindet sich auf dem Boden der Gemeinde Zullwil, das Pfarrhaus aber auf dem Boden der Gemeinde Nunningen. Um diese beiden Bauwerke formieren sich noch einige Bauernhäuser mit Hofgebäuden.

## Pfarrkirche St. Urs und Viktor
Laut einer Sage soll sich hier die erste hölzerne Kirche des Landes befunden haben. Urkundlich wird erstmals 1375 eine Kirche erwähnt, und zwar als Filialkirche von Laufen. Ebenfalls urkundlich erhalten, ist ein Streit von 1483 über eine Arbeit in der Kirche mit einem Maler von Laufen. Solothurn erwirbt 1530 den Kirchensatz vom Domkapitel in Basel und gibt 1541 die Weisung die Pfarrkirche aufzuschieben (wortwörtlich anzustellen). Aus der alten Kirche, die 1600 verlängert wurde, ist eine Wappentafel von 1516 erhalten. Diese stammt von Hans Imer von Gilgenberg. Um 1643 muss der Pfarrer schon einen Neubau der Pfarrkirche gefordert haben. Diese wurde nach einem Modell von Bruder Prob erbaut und konnte 1668 fertiggestellt werden. Geweiht wird sie 1685 den heiligen St. Peter, Maria, Joseph, Wendelin, Urs und Victor. Im Jahr 1787 wird in der Kirche die Empore erweitert sowie zwei Nebenaltäre errichtet. Um 1816/1817 war eine Erweiterung der Kirche geplant, welche aber unterblieb, da sie viel zu klein war. Sie mass in der Breite nur 25 Schuh und besass auf jeder Seite drei Fenster. Der Innenraum war mit einem Kreuzgewölbe überspannt. Der massive Turm stand im Norden. Die alte Kirche wurde abgerissen.
Die Kirche wurde durch einen Neubau ersetzt, der 1866 fertiggestellt wurde. Dieser neugotische Bau, wurde durch Wilhelm Keller erbaut. Dabei wurde die Wappentafel von 1516 in die nördliche Vorhalle eingemauert. Der Taufstein aus rotem Sandstein der Vorgängerkirche wurde im Pfarrgarten aufgestellt. Im Kirchturm befinden sich vier Glocken die 1880/81 von Rüetschi in Aarau gegossen wurden.
Die Kirche gehört der katholischen Kirchgemeinde des Pfarramtes Oberkirch.